# ليني ديفيدسون
ليني ديفيدسون (بالإنجليزية: Lenny Davidson)‏ هو عازف قيثارة بريطاني، ولد في 30 مايو 1944 في Enfield, London ‏ في المملكة المتحدة.

## وصلات خارجية
- ليني ديفيدسون على موقع IMDb (الإنجليزية)
- ليني ديفيدسون على موقع ميوزك برينز (الإنجليزية)
- ليني ديفيدسون على موقع ديسكوغز (الإنجليزية)
- ليني ديفيدسون على موقع قاعدة بيانات الفيلم (الإنجليزية)